# Habibullah Kalakani
Habibullah Kalakani (tiếng Dari: حبیب‌الله کلکانی, 19 tháng 1 năm 1891 - 1 tháng 11 năm 1929), còn được biết đến với biệt danh "Bacha-ye Saqao" (cũng được viết theo tiếng La tinh là Bachai Sakao; nghĩa đen là con trai của người vận chuyển nước uống) là người cai trị  của Afghanistan từ ngày 17 tháng 1 đến ngày 13 tháng 10 năm 1929, cũng như một thủ lĩnh của nhóm Saqqawists. Trong Nội chiến Afghanistan, ông đã chiếm được những vùng đất rộng lớn của Afghanistan và cai trị Kabul trong thời kỳ được sử sách gọi là "thời kỳ Saqqawist". Ông ta là một người dân tộc Tajik. Không quốc gia nào công nhận Kalakani là người cai trị Afghanistan.
Trong Nội chiến Afghanistan (1928–1929), ông tranh giành ngai vàng Afghanistan với Amanullah Khan. Sau khi đánh bại Amanullah, cuối cùng ông ta cũng bị Mohammed Nadir Shah đánh bại.